# Glinggangan
Glinggangan is een bestuurslaag in het regentschap Pacitan van de provincie Oost-Java, Indonesië. Glinggangan telt 2560 inwoners (volkstelling 2010).